# ICE TD
InterCityExpress TD eller ICE TD (Baureihe 605) er en dieselelektrisk udgave af Deutsche Bahns InterCityExpress system af højhastighedstog.
Toget, der er udviklet af Siemens, er udstyret med krængeteknik, der gør at toget skulle egne sig til kurvede strækninger, der ikke er egnet til egentlig højhastighedskørsel.
Siden den 9. december 2007 er ICE TD indsat i direkte tog fra København og Aarhus til Berlin via Hamburg.
Sidste ICE TD kørte fra København lørdag den 30. september 2017. (Sidste afgang d. 1. oktober 2017 blev aflyst). Grunden til, at ICE TD ikke længere kører i Danmark, er at de skal gennemgå en større renovering, og hverken DSB eller DB ønsker at betale dette.

## Galleri
- ICE TD med DB- og DSB-logo.
- 2. klasse i ICE-TD.
- 1. klasse.
- Toget med DSB-logo i Nordtyskland.
- Bogie.
- ICE-TD ommalet i DSB-design.